# Ana Martín
Ana Martín (Mexikóváros, 1947. május 14. –) mexikói színésznő.

## Élete és pályafutása
Ana Martín sohasem volt férjnél, gyermeke nincs.

## Filmográfia
- 2025: A.mar, donde el amor teje sus redes .... Mercedes
- 2023: Golpe de suerte .... Domitila
- 2022: Corazón guerrero (Háborgó szívek) .... Conchita García – Magyar hang: Kocsis Judit
- 2021: La desalmada .... Francisca "Panchita" Pérez
- 2021: La mexicana y el güero .... Antonia "Toňita"
- 2019–2020: Los pecados de Bárbara .... Inés Fernandez Vda. De Porrero
- 2017–2018: Sin tu mirada (Pillantásod nélkül) .... Angustias Álvarez – Magyar hang: Menszátor Magdolna
- 2015: Simplemente María (María) .... Felicitas Núñez viuda de Cervantes "Feli" – Magyar hang: Kocsis Judit
- 2013: Por siempre mi amor .... Maria Luisa 'Tita' Alverde viuda de Escudero
- 2012: Amores verdaderos (Rabok és szeretők) .... Candelaria Corona – Magyar hang: Zsurzs Kati
- 2011: La que no podia amar (Megkövült szívek) .... Maria Gomez – Magyar hang: Zsurzs Kati
- 2010: Soy tu dueña (A csábítás földjén / Riválisok) .... Benita – Magyar hang: Bessenyei Emma / Kocsis Judit
- 2010: Los exitosos Pérez .... Renata Mansilla 'Rosa' (2 episodes, 2010)
- 2008: Un gancho al corazón .... Nieves Ochoa
- 2009: Mañana es para siempre (Mindörökké szerelem) .... Refugio Rosario
- 2008: La rosa de Guadalupe .... Yoya (1 episode, 2008)
- 2007: Destilando amor (Szerelempárlat) .... Clara 'Clarita' Hernández García – Magyar hang: Hirling Judit
- 2006: Duelo de pasiones .... Luba (1 episode, 2006)
- 2005: La madrastra (A mostoha) .... Socorro de Montes – Magyar hang: Kocsis Judit
- 2005: Me han destrozado la vida
- 2005: Molinos de viento .... Interviws
- 2004: Amar otra vez .... Yolanda Beltrán
- 2004: Rubí (Rubí, az elbűvölő szörnyeteg) .... Refugio Ochoa viuda de Pérez – Magyar hang: Zsurzs Kati
- 2004: Las viudas
- 2003: Amor real (Tiszta szívvel) .... Rosario Aranda – Magyar hang: Zsurzs Kati
- 2002: Mujer, casos de la vida real (2 episodes, 1997–2002)
- 2001: Navidad sin fin TV mini-series .... Teófila
- 2001: In the Time of the Butterflies (TV) .... Mama
- 2001: Corazones rotos .... Celina
- 2001: Atrévete a olvidarme TV series .... Sabina
- 1999: Alma rebelde (Acapulco szépe) .... Clara Hernandez – Magyar hang: Málnai Zsuzsa
- 1998: Ángela (Angela) .... Delia Bellati Roldán – Magyar hang: Vándor Éva
- 1998: Un boleto para soñar
- 1997: Gente bien .... Alicia Dumas de Klein
- 1996: Dulces compañías .... Nora
- 1996: La culpa TV series .... Cuquita
- 1988: El pecado de Oyuki TV series .... Oyuki
- 1983: La pasión de Isabela TV series .... Isabela
- 1982: Gabriel y Gabriela TV series .... Gabriel/Gabriela
- 1981: Ángela Morante, ¿crimen o suicidio? .... Rosa Solorzano
- 1980: Vivir para amar .... Marina
- 1980: Verano salvaje
- 1979: Cadena perpetua .... Criada
- 1979: Los indolentes .... Rosa
- 1979: Muchacha de barrio TV series
- 1979: La llama de tu amor TV series
- 1978: Ratas del asfalto
- 1978: El lugar sin límites .... Japonesita
- 1977: Mil caminos tiene la muerte .... Claudia
- 1976: El pacto .... Teresa
- 1975: Mundos opuestos TV series .... Mónica de la Mora (1975)
- 1975: El milagro de vivir TV series .... Jenny Gordon (1975)
- 1974: La mujer del diablo
- 1974: El primer paso... de la mujer
- 1973: El profeta Mimi .... Rosita
- 1973: Lágrimas de mi barrio
- 1973: Mi primer amor TV series .... Baby
- 1972: Trio y cuarteto .... (segment "Cuarteto")
- 1972: Hoy he soñado con Dios .... Rita Linares
- 1972: Victoria
- 1972: Tacos al carbón .... Lupita
- 1972: Fin de fiesta .... Raquel
- 1972: Trampa mortal
- 1971: En esta cama nadie duerme
- 1971: Siempre hay una primera vez .... Rosa (segment "Rosa")
- 1971: Los corrompidos .... Luz María
- 1970: La rebelion de las hijas
- 1970: ¿Por qué nací mujer? .... Santa
- 1970: Faltas a la moral .... Consuelo 'Chelo' Godínez
- 1969: El golfo
- 1969: Romance sobre ruedas
- 1969: Tú eres mi destino TV series
- 1968: Blue Demon contra las diabólicas
- 1968: Blue Demon contra cerebros infernales
- 1968: Corona de lágrimas .... Consuelito
- 1967: Return of the Gunfighter .... Anisa
- 1967: La muerte es puntual
- 1967: Acapulco a go-go .... Rita
- 1966: El ángel y yo
- 1966: Marcelo y María
- 1966: Pánico .... (segment "Pánico")
- 1965: El gángster